# Friedrich Wilhelm August Argelander
Friedrich Wilhelm August Argelander, nemški astronom, * 22. marec 1799, Memel, Vzhodna Prusija, (sedaj Klajpeda, Litva), † 17. februar 1875, Bonn, Nemčija.

## ŽIvljenje in delo
Argelander je bil sin nemškega očeta in finske matere. Študiral je na Univerzi v Königsbergu (sedaj Kaliningrad) pri Besslu. Leta 1822 je tam doktoriral. Od leta 1823 do 1836 je bil predstojnik finskih observatorijev v Aeboju, Turkuju in Helsingforsu. Nato se je preselil v Bonn. Tam mu je osebno prijateljstvo s pruskim kraljem Friderikom Viljemom IV. omogočilo, da je zgradil observatorij, za katerega njegov predhodnik ni uspel dobiti denarja. Tudi tam je postal predstojnik novega observatorija. Leta 1837 je sprejel mesto vodje oddelka za astronomijo Univerze v Bonnu. Tu je ostal vse do svoje smrti.
Sledil je Herschlovi zamisli, da se Sonce giblje. Leta 1837 je grobo izračunal njegovo gibanje skozi prostor. Znan je po postopku za ocenitev sija zvezd, ki jih ne vidimo s prostimi očmi. Leta 1840 je pripravil postopek, s katerim so lahko tudi količinsko opredelili spremenljivost sija zvezd. Določal je položaje zvezd in je delal tudi na določevanju lastnih gibanj zvezd. Leta 1843 je izdal zvezdni katalog Uranometria Nova.
Prvi je začel načrtno raziskovati spremenljive zvezde. Ko je začel, je bilo znanih samo 6 takih zvezd. Leta 1850 je predstavil sistem za označevanje spremenljivk, ki so ga dodelali na observatoriju Harvard. Tipična oznaka pod tem sistemom je za R Leva (Leonis) 094211, kjer R pomeni rot, rdeče, ker so bile mnoge spremenljivke rdeče. Prvi dve števki sta rektascenzija v urah, naslednji dve rektascenzija zaokrožena v minutah in zadnji dve deklinacija zaokrožena v stopinjah. Če ima zvezda južno deklinacijo sta zadnji števki podčrtani ali ležeči. Tako ima zvezda rektascenzijo 9h 42m in deklinacijo +11° za epoho 1900.
V letih 1852 (1859) do 1862 je v Bonnu objavil velik vizuelni zvezdni katalog Bonski pregled (Bonner Durchmusterung (BD)), v 4. knjigah, s približnim položajem 324.189 zvezd z navideznimi magnitudami večjimi od 9,5m severne poloble do 2° južne poloble z zvezdno karto, ki ga je sestavil brez uporabe fotografije. Katalog je izšel še leta 1903, število zvezd pa je naraslo na 457.848. Kasneje so ga razširili še tudi na južno poloblo in vsebuje okoli 6.000.000 zvezd, ki se vidijo z daljnogledom. To je bila zadnja zvezdna karta, izdelana brez pomoči fotografije, vendar tako dobra, da so jo na splošno zahtevo ponatisnili še leta 1950.
Leta 1863 je Argelander ustanovil Astronomische Gesellschaft, prvo veliko mednarodno astronomsko društvo.

## Priznanja

### Nagrade
Kraljeva astronomska družba (RAS) mu je leta 1863 podelila zlato medaljo.

### Poimenovanja
Po njem se imenuje krater Argelander na Luni in asteroid 1551 Argelander.
Leta 2006 so se trije astronomski inštituti Univerze v Bonnu združili in se preimenovali v Argelandrov astronomski inštitut (Argelander-Institut für Astronomie).